# Crêpes Whaou
Cet article concerne une entreprise. Pour le 2e bateau du nom, voir Crêpes Whaou!. Pour le 3e bateau du nom, voir Groupe GCA - Mille et un sourires.
Crêpes Whaou est une marque commerciale de crêpes fourrées produite par Christian Faure Entreprise, membre du groupe Goûters magiques. Trois bateaux ont remporté sous le nom de Crêpes Whaou! sept courses transatlantiques.

## Historique
En 1981, après avoir tenu des crêperies en Bretagne, Christian Faure crée une entreprise de fabrication de crêpes industrielles. Ce sont d'abord des crêpes classique, nature. En 1988, la société commercialise sous le nom « Whaou! » ses premières crêpes fourrées emballées individuellement qui feront son succès.

## Production
La production dépasse un million de crêpes chaque jour en 2011, assurée par 150 salariés à Plouédern dans le Finistère. La production représente 70 % du marché français en 2011 ; elle est en partie exportée, vers les États-Unis, le Royaume-Uni, la Belgique, l'Allemagne. En 2015, l'entreprise produit annuellement 12 000 tonnes de crêpes. 
Les crêpes sont fourrées notamment au chocolat, à la fraise, à la pomme. Le symbole visuel est accompagné d'un girafon tacheté de brun comme les crêpes. Le groupe rennais Norac, majoritaire dans l'entreprise depuis 1993 et devenu « Goûters Magiques », accompagne le développement de la marque « Whaou » dans d'autres segments de marché comme les gaufres, les pains au chocolat, les génoises.

## Sponsoring nautique

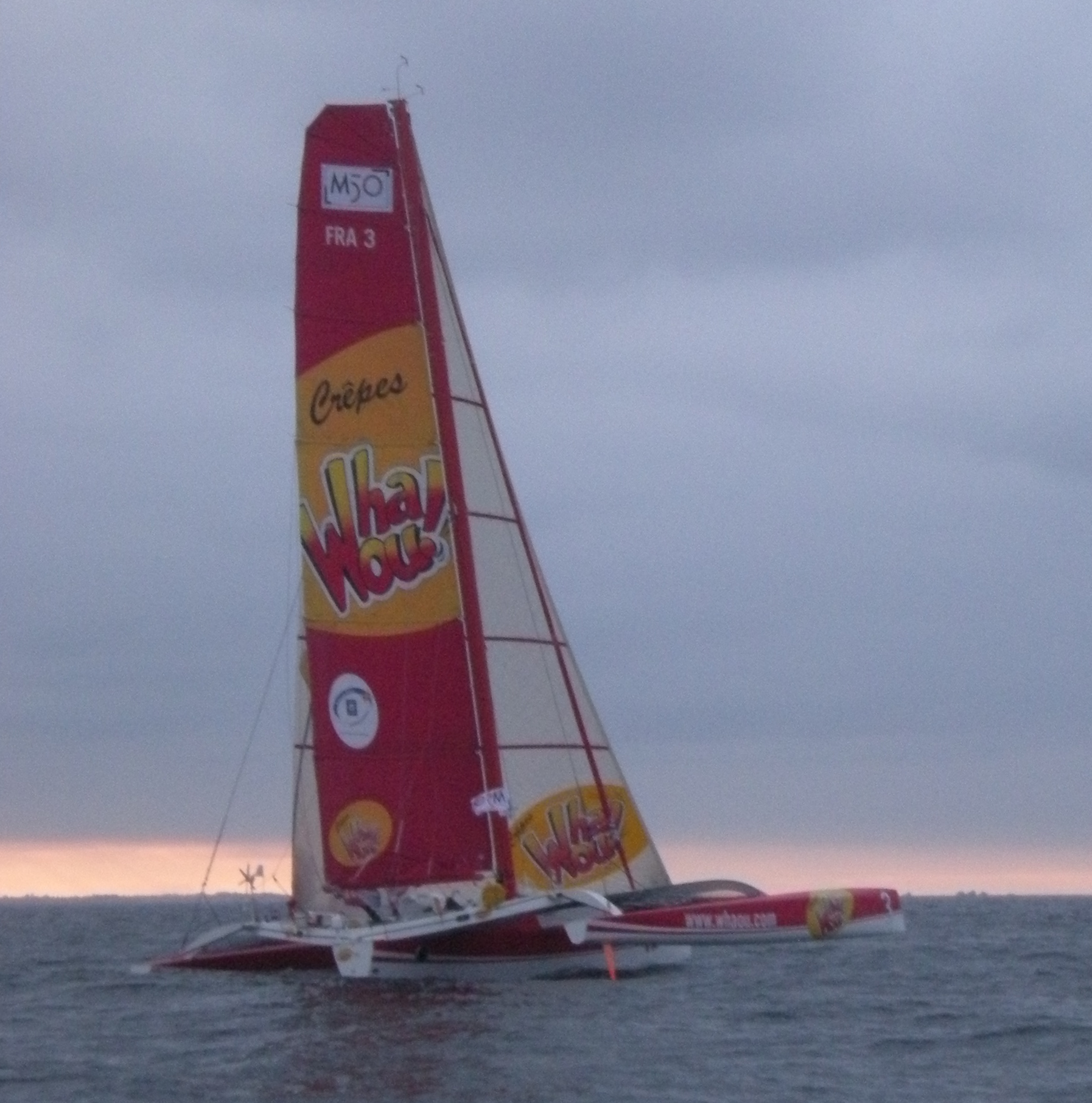
Crêpes Whaou! 3 lors de la Route du Rhum 2010.

À partir de 2002, la marque va s'investir dans le monde de la voile en sponsorisant tour à tour trois bateaux de Franck-Yves Escoffier :
- le Gamin mis à l'eau en 1991[5] (Deleage et Diazo, de son premier nom de course), à la barre duquel Escoffier a déjà gagné la Route du Rhum 1998, en catégorie multicoques classe 2 (50 pieds)[6]. Ce trimaran en bois devient en 2002 le premier Crêpes Whaou![7]. Sous ce nom, il gagne une nouvelle fois la Route du Rhum[6]. En 2004, il gagne la Transat Québec-Saint-Malo[5]. En 2006, confié à Loïc Escoffier, le fils de Franck-Yves, il redevient Deleage et Diazo pour la Route du Rhum[5] ;
- le Crêpes Whaou! 2, mis à l'eau en avril 2005. En novembre, mené par Franck-Yves Escoffier et Kevin Escoffier, il remporte la Transat Jacques-Vabre[6]. Il gagne la Route du Rhum 2006, la Transat Jacques-Vabre 2007 et la Transat Québec-Saint-Malo 2008[6]. En 2010, il devient Maître Jacques[8] ;
- le Crêpes Whaou! 3, mis à l'eau en 2009. Il gagne la Transat Jacques-Vabre cette année-là[6]. En 2012, il devient Fenêtréa-Cardinal 2[9].

Le partenariat dure une dizaine d'années, jusqu'au retrait de l'entreprise en 2011.
Barrés par Franck-Yves Escoffier, les Crêpes Whaou! à eux trois ont donc gagné sept courses transatlantiques :
- trois victoires dans la Transat Jacques-Vabre, en 2005, 2007 et 2009, dominant la catégorie des multicoques 50 pieds ;
- deux victoires dans la Route du Rhum, en 2002 et 2006, dans la catégorie multicoques classe 2 (50 pieds) ;
- deux victoires dans la Transat Québec-Saint-Malo, en 2004 et 2008.

## Identité visuelle

Ancien logo.
Logo actuel.